# Idaea posides
Idaea posides là một loài bướm đêm trong họ Geometridae.